# 広瀬陸斗
広瀬 陸斗（ひろせ りくと、1995年9月23日 - ）は、埼玉県浦和市（現：さいたま市）出身のプロサッカー選手。Jリーグ・ヴィッセル神戸所属。ポジションはディフェンダー（両サイドバック）。
サッカー指導者の広瀬治は実父。

## 来歴
FKの名手として知られた広瀬治を父に持つ。中学校入学と同時に父が現役時代に所属した浦和レッズのジュニアユースへ入団。2012年から各年代別の日本代表に選出され、海外遠征などを経験。浦和ユースではFWでプレーしていたが、代表では右サイドバックでプレーした。
2014年より、水戸ホーリーホックへ入団。J3に参戦するJリーグ・アンダー22選抜にも選手登録されたが出場はなかった。同年オフ、徳島ヴォルティスへ完全移籍。
2019年より横浜F・マリノスに完全移籍で加入。4月6日、第6節の浦和レッズ戦においてJ1での初ゴールを記録、ユースまで所属していた古巣へのゴールとなった。
2020年より鹿島アントラーズに完全移籍で加入。シーズン前半戦は内田篤人、内田の引退した後半戦は小泉慶とポジションを争いながら15試合に出場した。
2024年1月5日、ヴィッセル神戸に完全移籍で加入。神戸ではDF酒井高徳が離脱した夏場は右サイドバックを務めたが、年間通して怪我人の多かった左ウイングアタッカーでの起用がメインとなった。同年7月5日のリーグ22節広島戦では5年ぶりのゴールをあげた。

## 所属クラブ
- 土合サッカースポーツ少年団（埼玉大学教育学部附属小学校）
- 2008年 - 2010年 浦和レッズジュニアユース（埼玉大学教育学部附属中学校）
- 2011年 - 2013年 浦和レッズユース（浦和実業学園高等学校）
- 2014年 水戸ホーリーホック
  - 2014年 Jリーグ・アンダー22選抜
- 2015年 - 2018年 徳島ヴォルティス
- 2019年 横浜F・マリノス
- 2020年 - 2023年 鹿島アントラーズ
- 2024年 - ヴィッセル神戸

## 個人成績
| 国内大会個人成績 | 国内大会個人成績 | 国内大会個人成績 | 国内大会個人成績 | 国内大会個人成績 | 国内大会個人成績 | 国内大会個人成績 | 国内大会個人成績 | 国内大会個人成績 | 国内大会個人成績 | 国内大会個人成績 | 国内大会個人成績 |
| 年度             | クラブ           | 背番号           | リーグ           | リーグ戦         | リーグ戦         | リーグ杯         | リーグ杯         | オープン杯       | オープン杯       | 期間通算         | 期間通算         |
| 年度             | クラブ           | 背番号           | リーグ           | 出場             | 得点             | 出場             | 得点             | 出場             | 得点             | 出場             | 得点             |
| 日本             | 日本             | 日本             | 日本             | リーグ戦         | リーグ戦         | リーグ杯         | リーグ杯         | 天皇杯           | 天皇杯           | 期間通算         | 期間通算         |
| ---------------- | ---------------- | ---------------- | ---------------- | ---------------- | ---------------- | ---------------- | ---------------- | ---------------- | ---------------- | ---------------- | ---------------- |
| 2014             | 水戸             | 2                | J2               | 30               | 0                | -                | -                | 1                | 0                | 31               | 0                |
| 2015             | 徳島             | 22               | J2               | 31               | 1                | -                | -                | 4                | 1                | 35               | 2                |
| 2016             | 徳島             | 22               | J2               | 41               | 3                | -                | -                | 3                | 1                | 44               | 4                |
| 2017             | 徳島             | 22               | J2               | 13               | 0                | -                | -                | 0                | 0                | 13               | 0                |
| 2018             | 徳島             | 22               | J2               | 13               | 0                | -                | -                | 0                | 0                | 13               | 0                |
| 2019             | 横浜FM           | 18               | J1               | 20               | 1                | 1                | 0                | 1                | 0                | 22               | 1                |
| 2020             | 鹿島             | 22               | J1               | 15               | 0                | 2                | 0                | -                | -                | 17               | 0                |
| 2021             | 鹿島             | 22               | J1               | 9                | 0                | 7                | 1                | 1                | 0                | 17               | 1                |
| 2022             | 鹿島             | 22               | J1               | 20               | 0                | 5                | 0                | 5                | 0                | 30               | 0                |
| 2023             | 鹿島             | 22               | J1               | 27               | 0                | 7                | 0                | 1                | 0                | 35               | 0                |
| 2024             | 神戸             | 23               | J1               | 27               | 2                | 1                | 0                | 4                | 0                | 32               | 2                |
| 通算             | 日本             | 日本             | J1               | 118              | 3                | 23               | 1                | 12               | 0                | 153              | 4                |
| 通算             | 日本             | 日本             | J2               | 128              | 4                | -                | -                | 8                | 2                | 136              | 6                |
| 総通算           | 総通算           | 総通算           | 総通算           | 246              | 7                | 23               | 1                | 20               | 2                | 289              | 10               |

| 国際大会個人成績 | 国際大会個人成績 | 国際大会個人成績 | 国際大会個人成績 | 国際大会個人成績 |
| 年度             | クラブ           | 背番号           | 出場             | 得点             |
| AFC              | AFC              | AFC              | ACL              | ACL              |
| ---------------- | ---------------- | ---------------- | ---------------- | ---------------- |
| 2024-25          | 神戸             | 23               | 6                | 0                |
| 通算             | AFC              | AFC              | 6                | 0                |

その他の国際公式戦
- 2020年
  - AFCチャンピオンズリーグ2020・プレーオフ 1試合0得点

- Jリーグ初出場 - 2014年3月2日 J2第1節 対大分トリニータ（ケーズデンキスタジアム水戸）
- Jリーグ初ゴール - 2015年6月14日 J2第18節 vsカマタマーレ讃岐（鳴門･大塚スポーツパークポカリスエットスタジアム）

## タイトル

### クラブ
ヴィッセル神戸
- J1リーグ：1回（2024年）
- 天皇杯 JFA 全日本サッカー選手権大会：1回（2024年）

## 代表歴
- U-17日本代表
- U-18日本代表
  - AFC U-19選手権2014 (予選)
- U-19日本代表
  - AFC U-19選手権2014